# Fabricio Alvarado

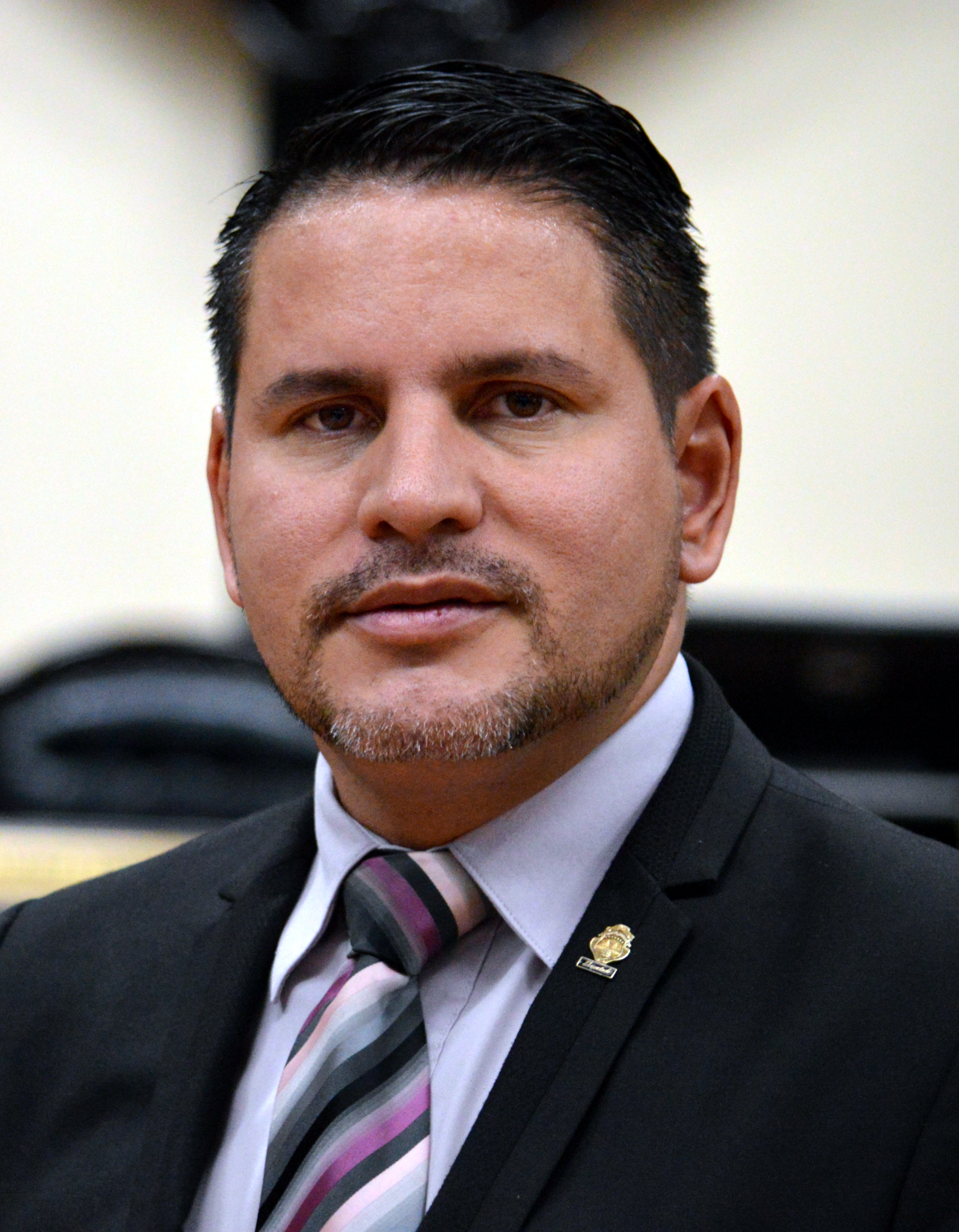
Fabricio Alvarado Muñoz

Fabricio Alvarado Muñoz (* 30. Mai 1974 in San José) ist ein costa-ricanischer Politiker der rechts-evangelikalen Partido Restauración Nacional.

## Leben
Alvarado Muñoz war lange ein Kirchen-Popsänger und Laienprediger. Er war seit der Parlamentswahl in Costa Rica am 2. Februar 2014 einziger Abgeordneter seiner Partei in der Legislativversammlung von Costa Rica bis 2018. Bei der Präsidentschaftswahl in Costa Rica 2018 erhielt er am 4. Februar 2018 24,9 Prozent der abgegebenen Stimmen und kam damit in die Stichwahl am 1. April 2018, die Carlos Alvarado Quesada gewann.
Alvarado Muñoz erhielt 39,21 % der Stimmen. Das unerwartet starke Abschneiden des Predigers wurde unter anderem mit der engen Verbindung zu dem fundamentalistischen Fernsehsender Enlace begründet, lässt sich aber auch in den Kontext des wachsenden Einflusses evangelikaler, rechtsfundamentaler Christen in Lateinamerika einordnen, deren Aktivitäten in Politik und Parlamenten auf dem ganzen Kontinent zunehmen.